# Fields of the Nephilim
Fields of the Nephilim es una banda de rock gótico formada en Stevenage, Hertfordshire, (Inglaterra) en 1984. La alineación original de la banda tenía como vocalista y líder del grupo a Carl McCoy, a Gary Wisker como saxofonista, a Tony Pettitt como bajo,  a Paul Wright como guitarra y a Nod Wright como batería. Tras el lanzamiento de su EP debut, Burning the Fields, Wisker abandonó el grupo y fue reemplazado por Peter Yates como segundo guitarra.

## La banda
El nombre del grupo se refiere a los campos magnéticos y a una raza de gigantes mencionada por los textos de las culturas hebrea y aramea, híbridos entre hombre y ángeles, conocidos como los Nephilim.
Su aparición tuvo lugar en unos años en que apareció otro grupo fundamental para la escena del rock gótico, Sisters of Mercy, de quienes copiaron el estilo. El peculiar estilo de Fields of the Nephilim, asociado con una estética siniestra y oscura del western tradicional (y sus sesiones de fotos en las que aparecían como cowboys siniestros), pronto fue su emblema más destacable. A pesar de que la banda nunca consiguió un verdadero éxito comercial de masas, su característico sonido inicial (que incorporaba elementos de hard rock y de rock psicodélico, así como el contrapunto del sonido deslizante y etéreo de la guitarra contrapuesto con la voz áspera de McCoy) fue y es muy influyente en grupos de rock gótico en la posterioridad, los nuevos subgéneros metal gótico y doom metal, donde en ocasiones también hablan de los temas relacionados con lo oculto (con letras que citan los Mitos de Cthulhu, la mitología sumeria o Aleister Crowley) y probablemente influenciaron también a algunas bandas como Celtic Frost, la cual es importante en el desarrollo e innovación de los géneros más extremos del metal. Tiamat, Paradise Lost, Moonspell... son algunas de las bandas que han citado su influencia.

## Discografía y avatares de la banda
Tras su inicial EP Burning the Fields, así como otros EP (Power, Preacher Man), el grupo grabó su primer LP (Dawnrazor) en 1987. Más tarde, la banda produciría dos largos más: The Nephilim (1988) y Elizium (1990), más un álbum grabado en directo (Earth Inferno, 1991), antes de su disolución.
Tras la separación, McCoy formó Nefilim. En 1996 sacaron su álbum Zoon, de sonido más industrial y death metal que sus antiguos trabajos.
En el año 2005, McCoy, de nuevo bajo el nombre de la banda, Fields of the Nephilim, grabó un nuevo álbum llamado Mourning sun, donde ninguno de los miembros originales hace acto de presencia.

## Álbumes
- Dawnrazor 	(1987)
- The Nephilim 	(1988)
- Elizium  (1990)
- Earth Inferno (directo, 1991)
- Mourning Sun (2005)

### Otros lanzamientos
- Returning To Gehenna, octubre de 1987 (recopilación)
- Laura, 1991 (recopilación)
- BBC Radio 1 - Live in Concert, 1992
- Revelations, 1993 (recopilación)
- Zoon, 1996
- From Gehenna To Here, 2001 (recopilación)
- One More Nightmare (Trees Come Down A.D.), 2000
- One More Nightmare, 2002
- Fallen, 2002 (demos no oficiales)
- Genesis and Revelations , 2006 (unofficial release & DVD)

### Videos
- Forever Remain, 1988 (directo)
- Morphic Fields, 1989
- Visionary Heads, 1991 (directo)
- Revelations, 1993
- Revelations/Forever Remain/Visionary heads, 2002. Recopilación en DVD

- Datos: Q378948
- Multimedia: Fields of the Nephilim / Q378948